# Severino Díaz
Severino "El Chueco" Díaz (San Miguel de Tucumán, 28 de junio de 1925-San Miguel de Tucumán, 5 de julio de 2008) fue un árbitro de fútbol de Argentina.

## Biografía
Fue uno de los siete hijos de una familia asentada en San Miguel de Tucumán, en el noroeste de Argentina. Desde 1953 fue un reconocido árbitro tucumano que trabajo para la Federación Tucumana y para la Liga Tucumana de Fútbol durante las décadas de 1950 y 1960, además arbitró partidos del Torneo Regional, Torneo de Competencia, Campeonato de Honor (todos a nivel provincial y nacional).
Tuvo que retirarse a finales de la década por problemas de salud (artrosis y reumatismo), aunque siguió trabajando para la Liga Tucumana de Fútbol en otras funciones.
Falleció el 5 de julio de 2008 en su ciudad natal, San Miguel de Tucumán a los 83 años.